# Leylah Fernandez
Ne pas confondre avec Anna Maria Fernández, Clarisa Fernández, Gigi Fernández, María-Isabel Fernández et Mary Joe Fernández, également joueuses de tennis.
Leylah Fernandez, parfois appelée par son nom complet Leylah Annie Fernandez, née le 6 septembre 2002 à Montréal, est une joueuse de tennis canadienne, professionnelle depuis 2019.

## Biographie
Leylah Annie Fernandez est issue de l'union d'un Montréalais d’origine équatorienne et d'une Torontoise d'origine philippine. Elle s'entraîne en Floride.

## Carrière junior
Elle remporte son premier tournoi majeur à Porto Alegre en mars 2018. Alors vingtième mondiale chez les juniors, elle se hisse en demi-finale aux Internationaux de France juniors, où elle s'incline devant la future lauréate, l'Américaine Coco Gauff.
En 2019, elle est finaliste des tournois juniors de Traralgon et de l'Open d'Australie, battue à chaque fois par la Danoise Clara Tauson. Elle est classée 7e mondiale et tête de série no 1 au tournoi junior de Roland-Garros. Elle atteint la finale sans perdre un set en surclassant toutes ses adversaires. Le 8 juin, elle remporte le tournoi en battant en finale l'Américaine Emma Navarro.

## Carrière professionnelle

### 2017-2020. Débuts et première finale WTA
Active sur le circuit professionnel depuis 2017, elle signe sa première victoire dans un tournoi WTA en septembre 2018 à Québec contre Gabriela Dabrowski.
En avril 2019, à l'âge de seize ans, elle est sélectionnée en équipe canadienne de Fed Cup et joue son premier match contre la République tchèque.
En juillet 2019, elle remporte le tournoi ITF de Gatineau, doté de 25 000 $.
En février 2020, au tournoi d'Acapulco, elle atteint sa première finale sur le circuit WTA. Issue des qualifications, elle élimine successivement Nina Stojanović, Nao Hibino, Anastasia Potapova et Renata Zarazúa, avant de s'incliner pour le titre face à Heather Watson.
En 2020, elle atteint le troisième tour de Roland-Garros où elle perd face à la Tchèque Petra Kvitová après des victoires sur Magda Linette (tête de série no 31) et Polona Hercog.

### 2021.1refinalede Grand Chelem à l'US Open et premier titre WTA
Début 2021, elle participe à l'Open d'Australie mais elle tombe d'entrée contre la Belge Elise Mertens.
Pour son premier tournoi au Mexique, à Zapopan, elle perd au deuxième tour contre Astra Sharma. Toujours au Mexique, à Monterey, elle atteint sa deuxième finale sur le circuit principal après avoir notamment éliminé Coco Vandeweghe au premier tour et Sara Sorribes Tormo en demi-finale. Elle s'adjuge ensuite son premier titre, à 18 ans, en s'imposant contre la Suissesse Viktorija Golubic (6-1, 6-4).
Au tournoi de Charleston, elle élimine Zhang Shuai mais elle perd au second tour contre Danka Kovinić. À Belgrade, elle s'impose face à Polona Hercog mais elle s'incline également dès le deuxième tour. Elle passe aussi un tour à Roland-Garros (s'imposant face à Anastasia Potapova) puis à Birmingham, mais elle perd d’entrée à Wimbledon.
En septembre, à l'US Open, elle élimine notamment Naomi Osaka au troisième tour, Angelique Kerber en huitième-de-finale, Elina Svitolina en quart-de-finale (6-3, 3-6, 7-6), et la Biélorusse Aryna Sabalenka (no 2 mondiale, 7-6 (7/3), 4-6, 6-4) en demi-finale, pour ainsi accéder à la finale des Internationaux des États-Unis. Elle s'incline en finale face à la Britannique Emma Raducanu (4-6, 3-6).
En décembre 2021, Leylah Fernandez est nommée joueuse de l'année par l'organisation Tennis Canada. À cet égard, la joueuse de tennis professionnelle est lauréate de ce prix pour une deuxième année consécutive.

### 2022. Titre à Monterrey, 1/4 à Roland-Garros
Elle commence l'année par une victoire sur Ekaterina Alexandrova et une défaite  assez sèche (1-6, 2-6) contre la Polonaise Iga Świątek pour leur premier duel. 
Elle s'incline d'entrée à l'Open d'Australie contre l'Australienne Maddison Inglis, wild-card et 133e mondiale en deux sets (4-6, 2-6). 
Plus d'un mois après, elle dispute le tournoi de Monterrey et après des victoires sur Anna Karolína Schmiedlová, les Chinoises Zheng Qinwen et Wang Qiang, Beatriz Haddad Maia et la Colombienne Camila Osorio contre laquelle elle sauve cinq balles de match, s'adjuge pour la deuxième année consécutive le tournoi. Durant ce match, la Canadienne a demandé à interrompre la rencontre, se plaignant d'un problème d'éclairage. 
Les mois suivants sont plus difficiles : elle atteint le troisième tour d'Indian Wells, éliminée par Paula Badosa puis perd au premier tour de Miami contre Karolína Muchová et de Charleston contre la Polonaise Magda Linette. Elle parvient malgré ces défaites à s'insérer dans le Top 20 pour la première fois de sa carrière. Elle perd au deuxième tour de Madrid contre Jil Teichmann et de Rome contre Daria Kasatkina. 
En mai, elle signe ses meilleurs Internationaux de France de tennis en battant notamment Kristina Mladenovic, Kateřina Siniaková, Belinda Bencic et Amanda Anisimova. Elle perd en quarts de finale contre l'Italienne Martina Trevisan (2-6 7-63 3-6). 
Elle annonce quelques jours plus tard son forfait pour le tournoi de Wimbledon, souffrant d'une fracture de fatigue au pied.
L'entraineur Julian Alonso se joint à son équipe en décembre 2022.

### 2023. 3etitre à Hong Kong et victoire en Billie Jean King Cup
Elle gagne mi-septembre trois matchs en WTA 1000 à Guadalajara contre les Américaines Asia Muhammad, spécialiste du double (6-1, 6-3) et Emma Navarro, vainqueur de son premier titre WTA à Osaka la semaine passée (6-2, 6-3) et de la Belge Elise Mertens (6-3, 6-4) pour pouvoir disputer son premier quart de finale en WTA 1000 en carrière. Elle tombe à ce stade contre une troisième Américaine, l'ancienne numéro quatre mondiale Sofia Kenin (4-6, 7-66, 1-6) en forme.
Mi-octobre, elle profite d'entrée à Hong Kong de l'abandon de l'ancienne numéro une Victoria Azarenka (2-6, 6-3 ab.) puis élimine les jeunes pépites Mirra Andreeva (3-6, 6-1, 6-3) et Linda Fruhvirtová (7-62, 6-2). Elle joue de nouveau une Russe en demi-finale, Anna Blinkova, contre qui elle s'impose (6-2, 7-5), et de nouveau une Tchèque, Kateřina Siniaková, spécialiste de double, qu'elle renverse (3-6, 6-4, 6-4), ce qui lui permet de gagner son troisième titre en carrière.
Le 12 novembre, elle remporte avec l'équipe du Canada la Coupe Billie Jean King 2023 en battant l'Italie en finale. Il s'agit du premier titre de l'histoire du Canada dans cette compétition.

### 2024. Finale à Eastbourne et quart de finale à Doha et Cincinnati
A l'Open d'Australie, elle est éliminée par l'Américaine Alycia Parks dès le 2e tour. Mi-février elle atteint pour la seconde fois de sa carrière les quarts de finale d'un WTA 1000 à Doha. Elle effectue un beau parcours en éliminant d'entrée la Russe Liudmila Samsonova (7-5, 7-64) puis l'ancienne numéro deux mondiale Paula Badosa au terme d'un match renversant (0-6, 6-2, 6-3). Affrontant en huitièmes de finale la jeune Chinoise Zheng Qinwen, finaliste à l'Open d'Australie en début d'année, elle s'impose (7-5, 6-3) et rejoint alors la Kazakh Elena Rybakina, quatrième joueuse mondiale qui la vainc (4-6, 2-6).

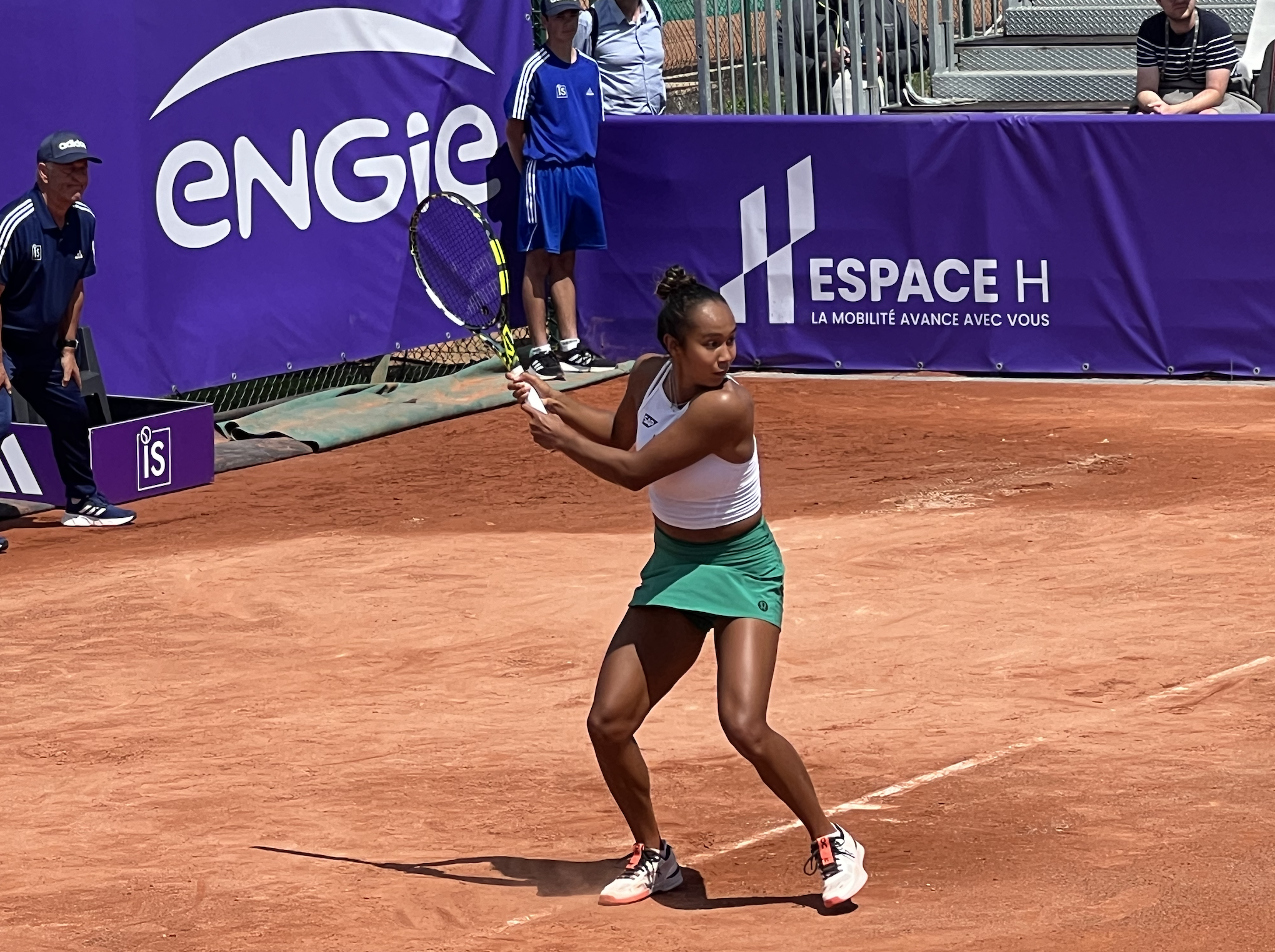
Fernandez arme un revers aux Internationaux de Strasbourg 2024.

Elle dispute fin juin sa première finale sur gazon à Eastbourne, ayant sorti l'ancienne numéro deux Barbora Krejčíková (6-2, 3-6, 6-2), puis écrasé la jeune qualifiée Ashlyn Krueger et la locale Harriet Dart sur le même score (6-2, 6-1). Elle s'en sort en trois manches contre l'Américaine Madison Keys, favorite et douzième mondiale (6-3, 3-6, 6-3) mais s'incline en finale contre la Russe Daria Kasatkina qui remporte ainsi son premier titre sur gazon (3-6, 4-6).
Mi-août, elle joue son deuxième quart de finale en WTA 1000 à Cincinnati où elle renverse Yuan Yue (3-6, 6-4, 6-3) mais surtout Elena Rybakina (3-6, 7-63, 6-4), numéro quatre mondiale. Elle s'impose également contre la jeune Russe Diana Shnaider, en forme ces derniers mois (6-1, 6-4) et ne perd qu'au bout d'un match très disputé contre Jessica Pegula (5-7, 7-61, 63-7), vainqueur à l'Open du Canada quelques jours plus tôt  et sixième mondiale.

### 2025.4etitreet premier WTA 500 à Washington
Elle réalise un très bon tournoi à Washington en juillet, écartant en premier lieu la jeune Maya Joint, titrée à deux reprises cette saison (6-3, 6-3) puis sortant la numéro quatre mondiale Jessica Pegula (6-3, 1-6, 7-5), finaliste du dernier US Open. Elle continue son parcours en éliminant la qualifiée Taylor Townsend (6-4, 7-6) puis en trois tie-breaks l'ancienne numéro trois Elena Rybakina (6-7, 7-6, 7-6) pour disputer sa première finale de l'année. Face à une autre surprise, la Russe Anna Kalinskaya, elle domine aisément le match (6-1, 6-2) et soulève son quatrième trophée en carrière, le premier en WTA 500. Elle devient la première Canadienne à remporter le tournoi étasunien.

## Palmarès

### Titres en simple dames
| No | Date       | Nom et lieu du tournoi                      | Catégorie | Dotation    | Surface    | Finaliste          | Score           |          |
| -- | ---------- | ------------------------------------------- | --------- | ----------- | ---------- | ------------------ | --------------- | -------- |
| 1  | 15-03-2021 | Abierto GNP Seguros, Monterrey              | WTA 250   | 235 238 $   | Dur (ext.) | Viktorija Golubic  | 6-1, 6-4        | Parcours |
| 2  | 28-02-2022 | Abierto GNP Seguros, Monterrey              | WTA 250   | 239 477 $   | Dur (ext.) | Camila Osorio      | 65-7, 6-4, 7-63 | Parcours |
| 3  | 09-10-2023 | Prudential Hong Kong Tennis Open, Hong Kong | WTA 250   | 259 309 $   | Dur (ext.) | Kateřina Siniaková | 3-6, 6-4, 6-4   | Parcours |
| 4  | 21-07-2025 | Mudabala Citi DC Open, Washington           | WTA 500   | 1 282 951 $ | Dur (ext.) | Anna Kalinskaya    | 6-1, 6-2        | Parcours |

### Finales en simple dames
| No | Date       | Nom et lieu du tournoi                                | Catégorie | Dotation     | Surface      | Vainqueure      | Score          |          |
| -- | ---------- | ----------------------------------------------------- | --------- | ------------ | ------------ | --------------- | -------------- | -------- |
| 1  | 24-02-2020 | Abierto Mexicano TELCEL presentado por HSBC, Acapulco | Intern'l  | 251 750 $    | Dur (ext.)   | Heather Watson  | 6-4, 68-7, 6-1 | Parcours |
| 2  | 30-08-2021 | US Open, New York                                     | G. Chelem | 57 462 000 $ | Dur (ext.)   | Emma Raducanu   | 6-4, 6-3       | Parcours |
| 3  | 24-06-2024 | Rothesay International, Eastbourne                    | WTA 500   | 922 573 $    | Gazon (ext.) | Daria Kasatkina | 6-3, 6-4       | Parcours |

### Titre en double dames
Aucun

### Finales en double dames
| No | Date       | Nom et lieu du tournoi             | Catégorie | Dotation     | Surface      | Vainqueures                  | Partenaire       | Score            |          |
| -- | ---------- | ---------------------------------- | --------- | ------------ | ------------ | ---------------------------- | ---------------- | ---------------- | -------- |
| 1  | 02-01-2023 | ASB Classic Auckland               | WTA 250   | 259 303 $    | Dur (ext.)   | Miyu Kato Aldila Sutjiadi    | B. Mattek-Sands  | 1-6, 7-5, [10-4] | Parcours |
| 2  | 21-03-2023 | Miami Open presented by Itaú Miami | WTA 1000  | 8 800 000 $  | Dur (ext.)   | Coco Gauff Jessica Pegula    | Taylor Townsend  | 7-66, 6-2        | Parcours |
| 3  | 28-05-2023 | Roland-Garros Paris                | G. Chelem | 49 600 000 € | Terre (ext.) | Wang Xinyu Hsieh Su-Wei      | Taylor Townsend  | 1-6, 7-65, 6-1   | Parcours |
| 4  | 13-08-2024 | Cincinnati Open Cincinnati         | WTA 1000  | 3 211 715 $  | Dur (ext.)   | Asia Muhammad Erin Routliffe | Yulia Putintseva | 3-6, 6-1, [10-4] | Parcours |

### Finale en double en WTA 125
| No | Date       | Nom et lieu du tournoi     | Catégorie | Dotation  | Surface      | Vainqueures                      | Partenaire | Score    |          |
| -- | ---------- | -------------------------- | --------- | --------- | ------------ | -------------------------------- | ---------- | -------- | -------- |
| 1  | 28-04-2025 | Catalonia Open WTA 125 Vic | WTA 125   | 115 000 $ | Terre (ext.) | Bianca Andreescu Aldila Sutjiadi | Lulu Sun   | 6-2, 6-4 | Parcours |

## Parcours en Grand Chelem

### Finale (1)
| Année | Tournoi | Adversaire en finale | Score    |
| 2021  | US Open | Emma Raducanu        | 4-6, 3-6 |

### En simple dames
| Année | Open d'Australie | Open d'Australie | Internationaux de France | Internationaux de France | Wimbledon       | Wimbledon          | US Open         | US Open               |
| ----- | ---------------- | ---------------- | ------------------------ | ------------------------ | --------------- | ------------------ | --------------- | --------------------- |
| 2020  | 1er tour (1/64)  | Lauren Davis     | 3e tour (1/16)           | Petra Kvitová            | Annulé          | Annulé             | 2e tour (1/32)  | Sofia Kenin           |
| 2021  | 1er tour (1/64)  | Elise Mertens    | 2e tour (1/32)           | Madison Keys             | 1er tour (1/64) | Jeļena Ostapenko   | Finale          | Emma Raducanu         |
| 2022  | 1er tour (1/64)  | Maddison Inglis  | 1/4 de finale            | Martina Trevisan         | —               | —                  | 2e tour (1/32)  | Liudmila Samsonova    |
| 2023  | 2e tour (1/32)   | Caroline Garcia  | 2e tour (1/32)           | Clara Tauson             | 2e tour (1/32)  | Caroline Garcia    | 1er tour (1/64) | Ekaterina Alexandrova |
| 2024  | 2e tour (1/32)   | Alycia Parks     | 3e tour (1/16)           | Ons Jabeur               | 2e tour (1/32)  | Caroline Wozniacki | 1er tour (1/64) | Anastasia Potapova    |
| 2025  | 3e tour (1/16)   | Coco Gauff       | 1er tour (1/64)          | Olga Danilović           | 2e tour (1/32)  | Laura Siegemund    |                 |                       |

N.B. : à droite du résultat se trouve le nom de l'ultime adversaire.

### En double dames
| Année | Open d'Australie                                                                         | Open d'Australie                                                                        | Internationaux de France                                                             | Internationaux de France                                                             | Wimbledon                                                                                | Wimbledon | US Open | US Open |
| ----- | ---------------------------------------------------------------------------------------- | --------------------------------------------------------------------------------------- | ------------------------------------------------------------------------------------ | ------------------------------------------------------------------------------------ | ---------------------------------------------------------------------------------------- | --------- | ------- | ------- |
| 2020  | —                                                                                        | —                                                                                       | 1er tour (1/32) D. Parry \|\| style="text-align:left;" \| N. Stojanović J. Teichmann | Annulé                                                                               | Annulé                                                                                   | —         | —       |         |
| 2021  | 3e tour (1/8) H. Watson \|\| style="text-align:left;" \| S. Fichman G. Olmos             | 3e tour (1/8) G. Dabrowski \|\| style="text-align:left;" \| B. Krejčíková K. Siniaková  | 1er tour (1/32) A. Potapova \|\| style="text-align:left;" \| N. Kichenok R. Olaru    | 3e tour (1/8) E. Routliffe \|\| style="text-align:left;" \| M. Niculescu E.G. Ruse   |                                                                                          |           |         |         |
| 2022  | 1er tour (1/32) E. Routliffe \|\| style="text-align:left;" \| L. Cabrera P. Hon          | 2e tour (1/16) K. Flipkens \|\| style="text-align:left;" \| V. Kudermetova E. Mertens   | —                                                                                    | —                                                                                    | 2e tour (1/16) D. Saville \|\| style="text-align:left;" \| D. Gálfi B. Pera              |           |         |         |
| 2023  | 1er tour (1/32) B. Mattek-Sands \|\| style="text-align:left;" \| B. Haddad Maia Zhang S. | Finale T. Townsend                                                                      | Hsieh S.-w. Wang Xn.                                                                 | 2e tour (1/16) T. Townsend \|\| style="text-align:left;" \| C. Garcia L. Stefani     | 1/4 de finale T. Townsend \|\| style="text-align:left;" \| G. Dabrowski E. Routliffe     |           |         |         |
| 2024  | —                                                                                        | —                                                                                       | 1/8 de finale E. Routliffe \|\| style="text-align:left;" \| M. Kostyuk E.G. Ruse     | 1/8 de finale E. Shibahara \|\| style="text-align:left;" \| K. Siniaková T. Townsend | 1er tour (1/32) Y. Putintseva \|\| style="text-align:left;" \| G. Dabrowski E. Routliffe |           |         |         |
| 2025  | 1/8 de finale N. Kichenok \|\| style="text-align:left;" \| K. Siniaková T. Townsend      | 2e tour (1/16) Y. Putintseva \|\| style="text-align:left;" \| T. Mihalíková O. Nicholls | 1er tour (1/32) L. Sun \|\| style="text-align:left;" \| A. Muhammad D. Schuurs       |                                                                                      |                                                                                          |           |         |         |

N.B. : le nom de la partenaire se trouve sous le résultat ; les noms des ultimes adversaires se trouvent à droite.

### En double mixte
| Année | Open d'Australie | Open d'Australie | Internationaux de France | Internationaux de France | Wimbledon                                                                       | Wimbledon | US Open                                                                   | US Open |
| ----- | ---------------- | ---------------- | ------------------------ | ------------------------ | ------------------------------------------------------------------------------- | --------- | ------------------------------------------------------------------------- | ------- |
| 2022  | —                | —                | —                        | —                        | —                                                                               | —         | 1/4 de finale J. Sock \|\| style="text-align:left;" \| S. Hunter J. Peers |         |
| 2023  | —                | —                | —                        | —                        | 2e tour (1/8) W. Koolhof \|\| style="text-align:left;" \| O. Nicholls J. O'Mara | —         | —                                                                         |         |

N.B. : le nom du partenaire se trouve sous le résultat ; les noms des ultimes adversaires se trouvent à droite.

## Parcours en «Premier» et WTA 1000
Les tournois WTA « Premier Mandatory » et « Premier 5 » (entre 2009 et 2020) et WTA 1000 (à partir de 2021) constituent les catégories d'épreuves les plus prestigieuses, après les quatre levées du Grand Chelem. 

De 2009 à 2023, les tournois Premier Mandatory (dits tournois WTA 1000 obligatoires entre 2021 et 2023) regroupent Indian Wells, Miami, Madrid et Pékin, les autres constituant les tournois Premier 5 (tournois WTA 1000 non-obligatoires). À partir de 2024, le nombre de tournois WTA 1000 passe à 10 par saison (fin de l’alternance Doha / Dubaï), ces derniers devenant tous obligatoires et offrant tous 1000 points à la vainqueure (contre 900 points précédemment pour les tournois Premier 5).

### En simple dames
| Année |       |                            |                            |                            |                           |                             |                              |                               |                                  |                           |  |                           |
| Doha  | Dubaï | Indian Wells               | Miami                      | Madrid                     | Rome                      | Canada                      | Cincinnati                   | Pékin                         |                                  | Wuhan                     |  |                           |
| Doha  | Dubaï | Indian Wells               | Miami                      | Madrid                     | Rome                      | Canada                      | Cincinnati                   | Pékin                         | Guadalajara                      |                           |  |                           |
| Doha  | Dubaï | Indian Wells               | Miami                      | Madrid                     | Rome                      | Canada                      | Cincinnati                   | Pékin                         |                                  |                           |  |                           |
| 2019  |       | WTA 500                    |                            |                            |                           |                             |                              | 1er tour (1/32) M. Bouzková   |                                  |                           |  |                           |
| 2020  |       |                            | WTA 500                    | Annulé                     | Annulé                    | Annulé                      |                              | Annulé                        | 1er tour (1/32) O. Jabeur        | Annulé                    |  | Annulé                    |
| 2021  |       | WTA 500                    |                            | 4e tour (1/8) S. Rogers    |                           |                             |                              | 1er tour (1/32) H. Dart       | 1er tour (1/32) A. Riske         | Annulé                    |  | Annulé                    |
| 2022  |       |                            | WTA 500                    | 4e tour (1/8) P. Badosa    | 2e tour (1/32) K. Muchová | 2e tour (1/16) J. Teichmann | 2e tour (1/16) D. Kasatkina  | 2e tour (1/16) B. Haddad Maia | 1er tour (1/32) E. Alexandrova   | Hors calendrier           |  | 1er tour (1/32) B. Bencic |
| 2023  |       | WTA 500                    | 2e tour (1/16) I. Świątek  | 3e tour (1/16) C. Garcia   | 2e tour (1/32) B. Bencic  | 1er tour (1/64) M. Andreeva | 1er tour (1/64) A. Sasnovich | 3e tour (1/8) D. Collins      |                                  |                           |  | 1/4 de finale S. Kenin    |
| 2024  |       | 1/4 de finale E. Rybakina  | 2e tour (1/16) J. Paolini  | 2e tour (1/32) D. Parry    | 3e tour (1/16) J. Pegula  | 3e tour (1/16) O. Jabeur    | 1er tour (1/64) A. Bogdan    | 2e tour (1/16) A. Krueger     | 1/4 de finale J. Pegula          | 2e tour (1/32) P. Stearns |  | 3e tour (1/8) Zheng Q.    |
| 2025  |       | 3e tour (1/8) A. Anisimova | 1er tour (1/32) E. Mertens | 2e tour (1/32) J. Cristian | 3e tour (1/16) A. Krueger | 2e tour (1/32) A. Li        | 3e tour (1/16) M. Kostyuk    | 1er tour (1/64) M. Joint      | 2e tour (1/32) J. Bouzas Maneiro |                           |  |                           |

Sous le résultat, l’ultime adversaire.
1. 1 2   Les tournois de Doha et Dubaï alternent le statut de tournoi WTA 1000 (ex Premier 5) entre 2009 et 2023 : les trois premières éditions ont lieu à Dubaï, les trois suivantes à Doha, puis Dubaï accueille le tournoi de cette catégorie les années impaires et Dubaï les années paires. De 2011 à 2023, la ville qui n’accueille pas de WTA 1000 organise à la place un tournoi WTA 500 (ex Premier).
2. 1 2 3 4 5 6 7   L’ordre de déroulement des tournois a évolué depuis 2009 : Rome se dispute avant Madrid et Cincinnati avant Montréal/Toronto jusqu’en 2010, tandis que Tokyo (2009-2013)-Wuhan (2014-2019, 2024-)-Guadalajara (2022-2023) ont lieu avant Pékin jusqu’en 2023.
3. 1 2 3 4 5 6 7 8  Du fait de la pandémie de Covid-19, les tournois d’Indian Wells, de Miami, de Madrid, du Canada, de Wuhan et de Pékin sont annulés en 2020. Ces deux derniers le sont également en 2021. Pour des raisons d’organisation, le tournoi de Cincinnati 2020 a exceptionnellement lieu à Flushing Meadows à New York.
4. ↑  Le 1er décembre 2021, le président de la WTA, Steve Simon, annonce que tous les tournois prévus en Chine et à Hong Kong sont suspendus à partir de 2022, en raison de préoccupations concernant la sécurité et le bien-être de la joueuse de tennis chinoise Peng Shuai après ses allégations de relations sexuelles non-consenties avec Zhang Gaoli, membre de haut rang du Parti communiste chinois. Le tournoi de Pékin revient en 2023. Le tournoi de Guadalajara remplace celui de Wuhan pendant deux ans, ce dernier réapparaissant en 2024.

## Parcours aux Jeux olympiques

### En simple dames
| # | Date       | Nom de l'olympiade         | Surface             | Résultat       | Ultime adversaire  | Score    |          |
| - | ---------- | -------------------------- | ------------------- | -------------- | ------------------ | -------- | -------- |
| 1 | 31/07/2021 | Olympic Tennis Event Tokyo | Dur (ext.)          | 2e tour (1/16) | Barbora Krejčíková | 6-2, 6-4 | Parcours |
| 2 | 27/07/2024 | Olympic Tennis Event Paris | Terre battue (ext.) | 1/8 de finale  | Angelique Kerber   | 6-4, 6-3 | Parcours |

### En double dames
| # | Date       | Nom de l'olympiade         | Surface             | Résultat      | Partenaire         | Ultimes adversaires           | Score    |          |
| - | ---------- | -------------------------- | ------------------- | ------------- | ------------------ | ----------------------------- | -------- | -------- |
| 1 | 31/07/2024 | Olympic Tennis Event Paris | Terre battue (ext.) | 2e tour (1/8) | Gabriela Dabrowski | Mirra Andreeva Diana Shnaider | 6-4, 6-0 | Parcours |

## Classements en fin de saison
| Année          | 2017 | 2018 | 2019 | 2020 | 2021 | 2022 | 2023 | 2024 |
| Rang en simple | 728  | 487  | 213  | 88   | 24   | 40   | 35   | 31   |
| Rang en double | –    | 981  | 292  | 293  | 74   | 76   | 20   | 32   |

Source : (en) Classements de Leylah Fernandez sur le site officiel de la Fédération internationale de tennis

## Victoires sur le top 10
Toutes ses victoires sur des joueuses classées dans le top 10 de la WTA lors de la rencontre.
| Légende            |
| Grand Chelem       |
| Jeux olympiques    |
| Masters            |
| WTA 1000           |
| WTA 500            |
| Intern'l / WTA 250 |
| Fed Cup            |

|   |        |  | Tournoi    | Année | Surface    |                 | Adversaire          | Rang | Tour           | Score          | Tableau |
| - | ------ |  | ---------- | ----- | ---------- | --------------- | ------------------- | ---- | -------------- | -------------- | ------- |
| 1 | no 185 |  | Fed Cup    | 2020  | Dur (int.) |                 | Belinda Bencic      | no 5 | Qualifications | 6-2, 7-63      | Tableau |
| 2 | no 73  |  | US Open    | 2021  | Dur        |                 | Naomi Osaka         | no 3 | 1/16           | 5-7, 7-62, 6-4 | Tableau |
| 3 | no 73  |  | US Open    | 2021  | Dur        | Elina Svitolina | no 5                | 1/4  | 6-3, 3-6, 7-65 |                | Tableau |
| 4 | no 73  |  | US Open    | 2021  | Dur        | Aryna Sabalenka | no 2                | 1/2  | 7-63, 4-6, 6-4 |                | Tableau |
| 5 | no 35  |  | Fed Cup    | 2023  | Dur (int.) |                 | Marketa Vondrousova | no 7 | 1/2            | 6-2, 2-6, 6-3  | Tableau |
| 6 | no 38  |  | Doha       | 2024  | Dur        |                 | Zheng Qinwen        | no 7 | 1/8            | 7-5, 6-3       | Tableau |
| 7 | no 26  |  | Cincinnati | 2024  | Dur        |                 | Elena Rybakina      | no 4 | 1/16           | 3-6, 7-63, 6-4 | Tableau |
| 8 | no 27  |  | Doha       | 2025  | Dur        |                 | Emma Navarro        | no 9 | 1/16           | 6-2, 6-2       | Tableau |
| 9 | no 36  |  | Washington | 2025  | Dur        |                 | Jessica Pegula      | no 4 | 1/8            | 6-3, 1-6, 7-5  | Tableau |